# Drepanopeziza punctiformis
Drepanopeziza punctiformis Gremmen – gatunek grzybów z rodziny Drepanopezizaceae. Grzyb mikroskopijny, jeden z fitopatogenów wywołujących zgorzel liści topoli.

## Systematyka i nazewnictwo
Pozycja w klasyfikacji według Index Fungorum: Drepanopeziza, Drepanopezizaceae, Helotiales, Leotiomycetidae, Leotiomycetes, Pezizomycotina, Ascomycota, Fungi.
Synonimy:
- Gloeosporium brunneum Ellis & Everh. 1889
- Marssonia brunnea (Ellis & Everh.) Sacc. 1892
- Marssonia populina Schnabl 1892
- Marssonina brunnea (Ellis & Everh.) Magnus 1906
- Marssonina populina (Schnabl) Magnus 1906
- Marssonina tremulae Kleb.
- Marssonina tremuloides Kleb.

## Morfologia i rozwój
Patogen zimuje na opadłych liściach. Tworzy na nich soczewkowate owocniki typu apotecjum o rozmiarach 100–200 × 70–100 µm zawierające worki o rozmiarze 90–115 × 11–14 µm i wstawki. Powstają w nich jednokomórkowe, hialinowe askospory o rozmiarach 9–14 × 3–7 µm. Wiosną zarodniki te roznoszone przez wiatr dokonują infekcji pierwotnej porażając młode liście topoli. Na obydwu stronach porażonych liści wiosną pojawiają się niewielkie, brązowe plamki o średnicy 1-3 mm. Plamki rozrastając się często zlewają się z sobą tworząc duże plamy. Tkanki otaczające plamy żółkną, a następnie  brązowieją. Podobne plamy tworzą się również na ogonkach liściowych i młodych pędach. Podczas wilgotnej pogody w obrębie tych plam powstają bezpłciowo duże ilości zarodników konidialnych, które rozprzestrzeniają chorobę. Porażone liście przedwcześnie opadają, poczynając od najniższych gałęzi.
Acerwulusy, w których wytwarzane są zarodniki konidialne powstają po 7–10 dniach od infekcji przy optymalnej dla patogena temperaturze 17–22° C. Niezbędne do tego są opady deszczu. Stożkowate acerwulusy mają rozmiar 200–400 µm. Zbudowane są z dość luźnych strzępek, na których tworzy się warstwa krótkich konidioforów wytwarzających zarodniki. Wnętrze acerwulusów oprócz konidiów zawiera także śluzowatą substancję, która podczas deszczu pęcznieje, powodując rozrywanie skórki żywiciela i wypychanie konidiów na zewnątrz przez pęknięcia skórki. Konidia są hialinowe, o rozmiarach 12–19 × 4–7 μm i dwukomórkowe, przy czym górna komórka jest zwykle dwukrotnie dłuższa od dolnej. Kiełkując tworzą strzępkę infekcyjną, która może przebić kutykulę i skórkę na liściach topoli, wnikając do tkanki miękiszowej liści.